# Pinofranqueado
Pinofranqueado là một đô thị trong tỉnh Cáceres, Extremadura, Tây Ban Nha. Theo điều tra dân số 2005 (INE), đô thị này có dân số là 1651 người.

## Biến động dân số
| 1.824 | 1.793 | 1.738 | 1.693 | 1.644 | 1.593 | 1.618 | 1.638 | 1.651 | 1.673 |

40°18′B 6°29′T / 40,3°B 6,483°T